# Кокорінов Олександр Філіпович
Кокорінов Олександр Філіпович (рос. Кокоринов Александр Филиппович 29 червня (10 липня) 1726, Тобольськ — 10 (21) березня 1772, Санкт-Петербург) — російський архітектор середини XVIII століття, представник перехідної доби від бароко до раннього класицизму.

## Життєпис. В Тобольську

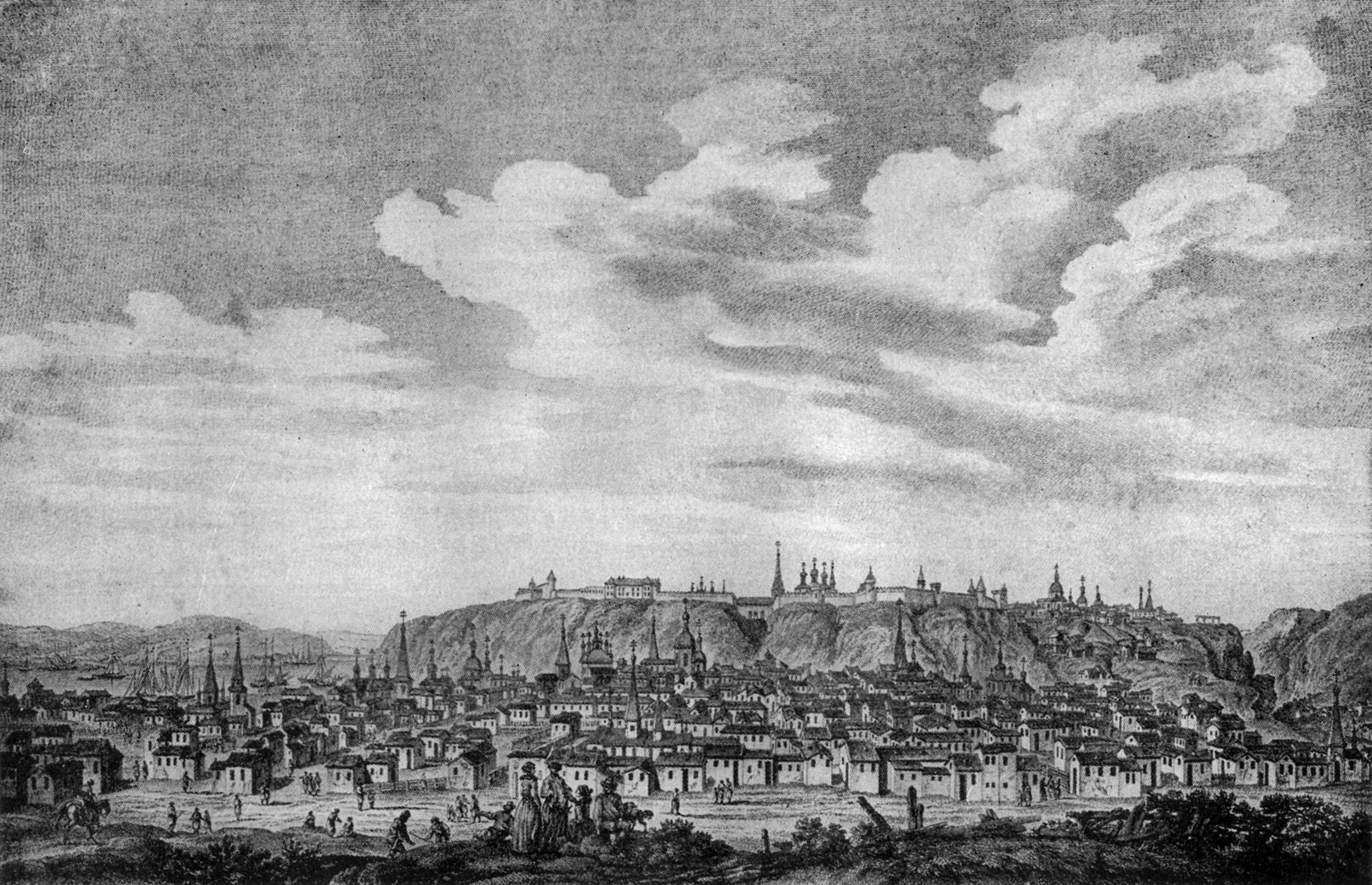
Тобольськ, гравюра.

Народився в місті Тобольськ. Віддалене географічно місто в XVIII столітті було пунктом покарання і заслання. Саме сюди пішки гнали шведських вояків, полонених в дні Полтавської баталії 1709 року. Віддаленість міста сприяла деякому послабленню режиму покараних. Полонених задіяли на будівництві кам'яних споруд міста, що страждало від частих пожеж. Шведи вели себе організовано і культурно. Так, відомо, що письменні і освічені шведи в Тобольську створили товариство, що мало власний оркестр. Кількість тільки полонених гобоїстів, барабанщиків, флейтистів сягала 150 осіб. В Тобольську проводили асамблеї, як у Петербурзі, ставили шкільні драми (тогочасні театральні вистави). Фахівці — шведи були креслярами, інженерами, гідротехніками, виконробами. Їх заслання розтягли на 15 років. І заслані шведи переживуть короля Карла XII, й казнокрада губернатора, князя Гагаріна, якого стратили у Петербурзі.
Згодом частина полонених узяла шлюб з жінками Тобольська, де пізніше століттями мешкали родини зі шведськими прізвищами.
Саме сюди потрапила у заслання і родина Бланків, наближена до супротивників могутнього Бірона, фаворита-коханця імператриці Анни Іванівни.
Родина Бланків втратила матір, що померла по дорозі у заслання в місто Тобольськ. Черговий палацовий переворот в Петербурзі знесе на царський престол дочку Петра І — Єлизавету Петрівну. Ситуація змінилася на користь засланих і родині Бланк було дозволено повернутися і оселитися у Москві. Під час перебування у Тобольську вони познайомилися зі здібним молодиком-тобольцем на ім'я Олександр Кокорінов. Бланки узяли юнака до себе в учні і заберуть того з собою у Москву.

## Московський період. Школа Ухтомського
Москва потроху оговталась після заборони царя Петра І на кам'яне будівництво (будівельні матеріали возами переправляли на будівельні майдани нової столиці). По смерті царя будівництво відновили, але вже на нових засадах (забудова на червоній лінії вулиць, регулярне розпланування, обов'язкове створення проекту). Нагляд за будівництвом на нових засадах доручено головному архітектору «Московської поліції», що керувала цивільним будівництвом в Москві. (Військові мали власний департамент). Архітектором «Московської поліції» і був Ухтомський Дмитро Васильович.
У 1747 році по смерті архітектора Коробова учнів останнього передали до Ухтомського. У 1749 р. Сенат затвердив створення Архітектурної школи, якою керував Ухтомський. Учнями до Ухтомського і подалися молоді Карл Бланк та Олександр Кокорінов. Обоє пройдуть чудову школу. Наполегливість і здібності обох, збільшені самоосвітою, створять підстави для вдалої архітектурної кар'єри в майбутньому. Бланк Карл Іванович успішно склав іспити самому Вартоломею Растреллі, надвірному архітектору імператриці Єлизавети Петрівни. Так він відвоював звання гезеля (помічника архітектора). Його зарахували в помічники московському архітекторові Олексію Євлашову.

## Садиба Петровське-Розумовське

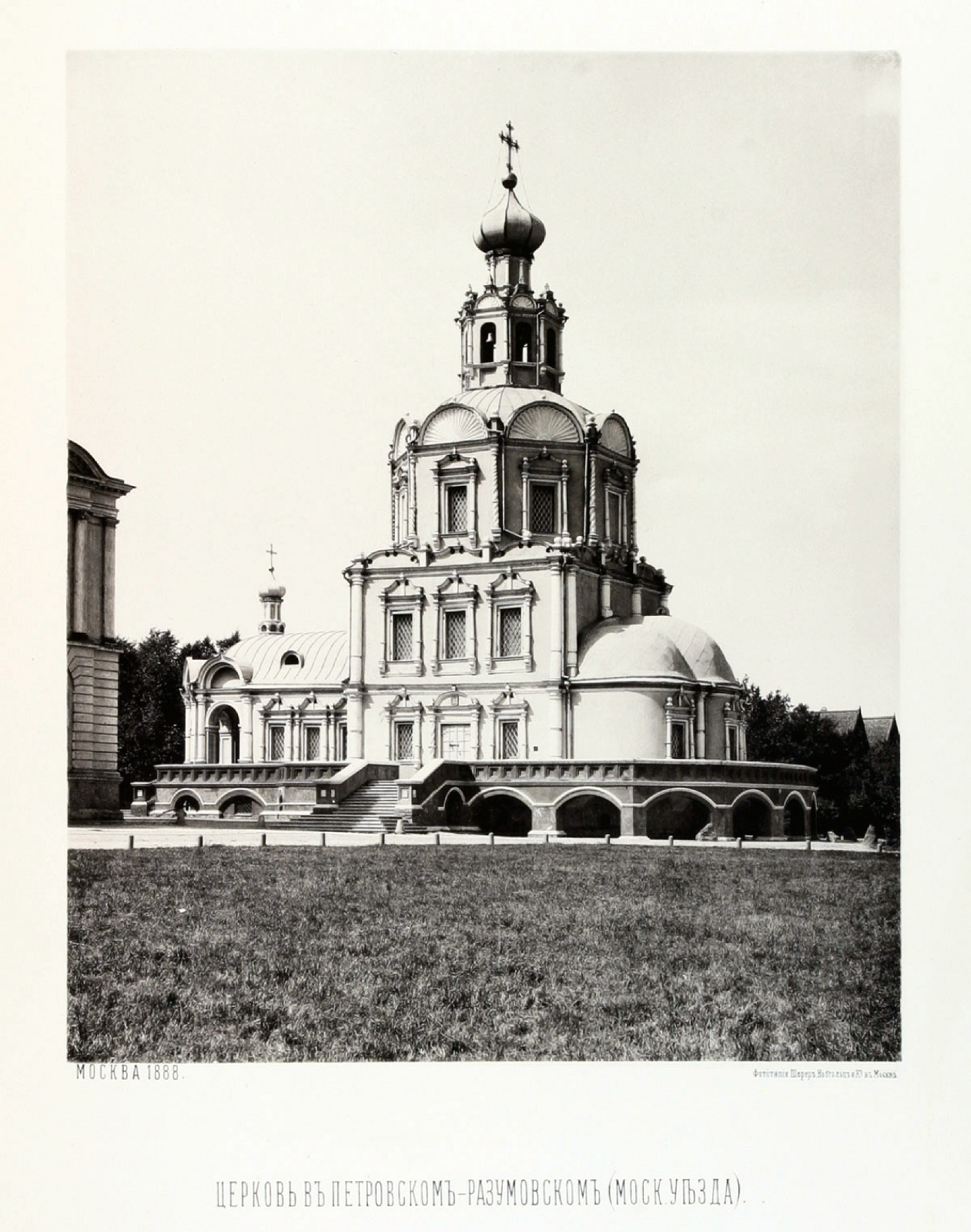
Церква Апостолів Петра і Павла кінця XVII століття, фото 1891 р.

Маєток Кирили Григоровича Розумовського у XVIII ст. був у семи вестах від тодішнього міста Москва. У спадок володар отримав садибку і кам'яну церкву Апостолів Петра і Павла кінця XVII століття. А талановитого Олександра Кокорінова вельможа-володар запросив в садибу, перехопивши того у інших замовників. Кокорінов і створив новий ансамбль споруд садиби, перетворивши її на невелике містечко.
Він вдало поєднав висотний об'єм церкви XVII століття з палацом в стилістиці раннього класицизму, а парадний двір замкнув довгими циркумференціями ламаною лінією. Центр двоповерхових циркумференцій підкреслювала розкішна триумфальна арка, вища за дахи сусідніх корпусів. Силует садибних споруд надзвичайно збагатив і Кінний двір у вигляду невеличкої фортеці. Прямокутник Кінного двору мав чотири вежі з купольними дахами. Всі вони підсилювали гру різновисотних об'ємів, відомих ще з попередніх ансамблів бароко. В комплекс садиби також входили Оранжерея, Оглядова вежа, споруда зимового манежу, стайні тощо. Ансамбль справляв надзвичайне враження на відвідувачів, незважаючи на відмову від пишних оздоб, стриманий декор фасадів і різнохарактерність об'єктів.
Петровське-Разумовське перейшло у спадок до одного з п'яти синів Кирила Григоровича — Лева, який володів ним до смерті. Законних дітей він не мав, а передати позашлюбним не міг… Розкішну садибу продали, а нові титуловані володарі суттєво перебудували всі споруди, зруйнувавши ансамбль. В XIX ст. її залишки придбав ділок-аптекар Шульц, який безжально перебудував її на прибутковий дачний район. У 1860 році Петровське-Разумовське продали у казну. Уряд розпорядився створити на її базі Петровскую сільськогосподарську и лісну академію. За часів СРСР — вона стала Тимірязевською сільськогосподарською академією. До XX століття від споруд колишньої садиби дійшов лише прямокутник Кінного двору, пристосований до вимог навчального закладу. Вигляд старовинної садиби відомий лише за старими малюнками, мемуарними описами і реконструкціями художника К. К. Лопяло, співпрацівника Петра Барановського.

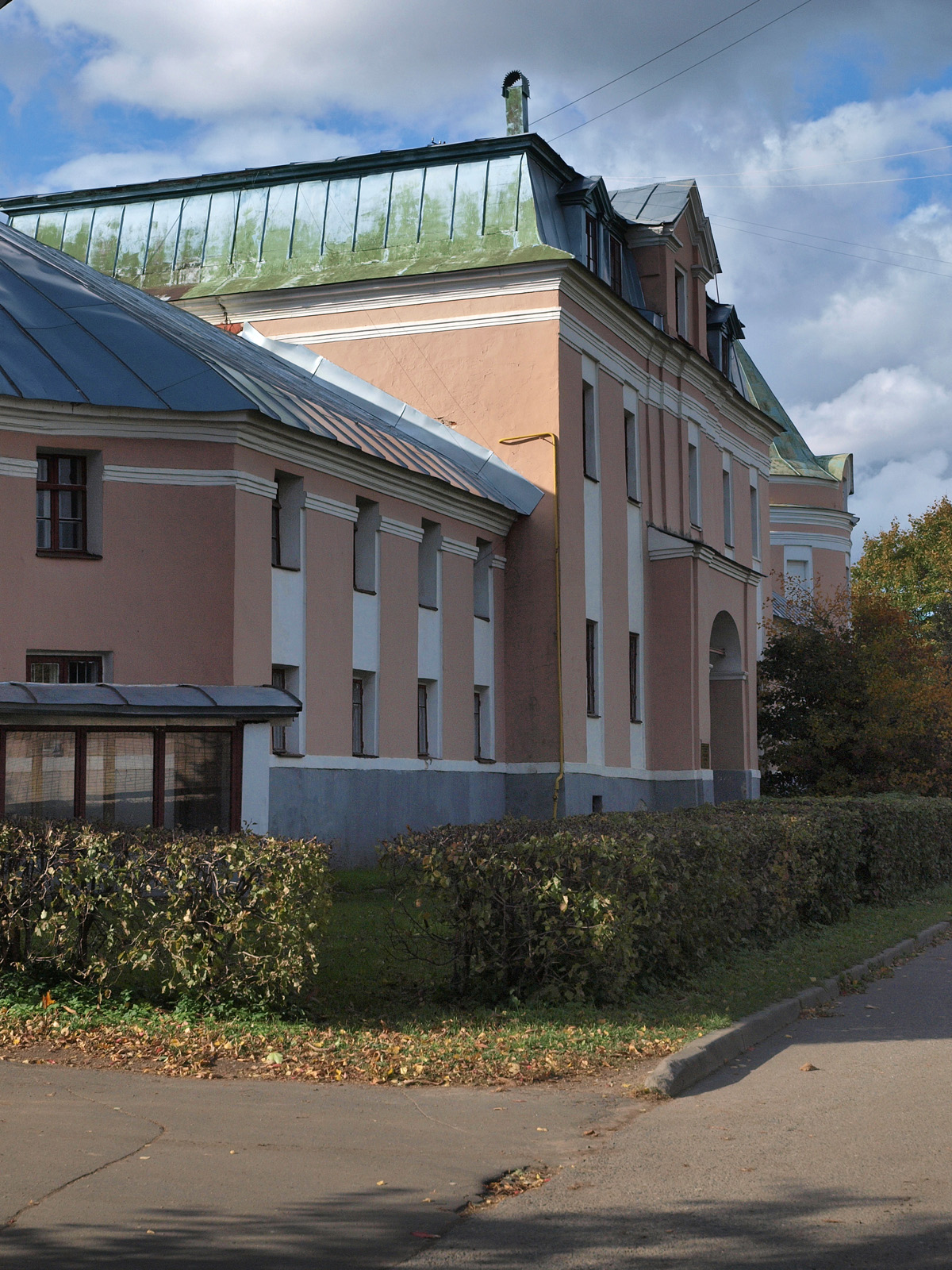
Кінний двір, сучасний вигляд
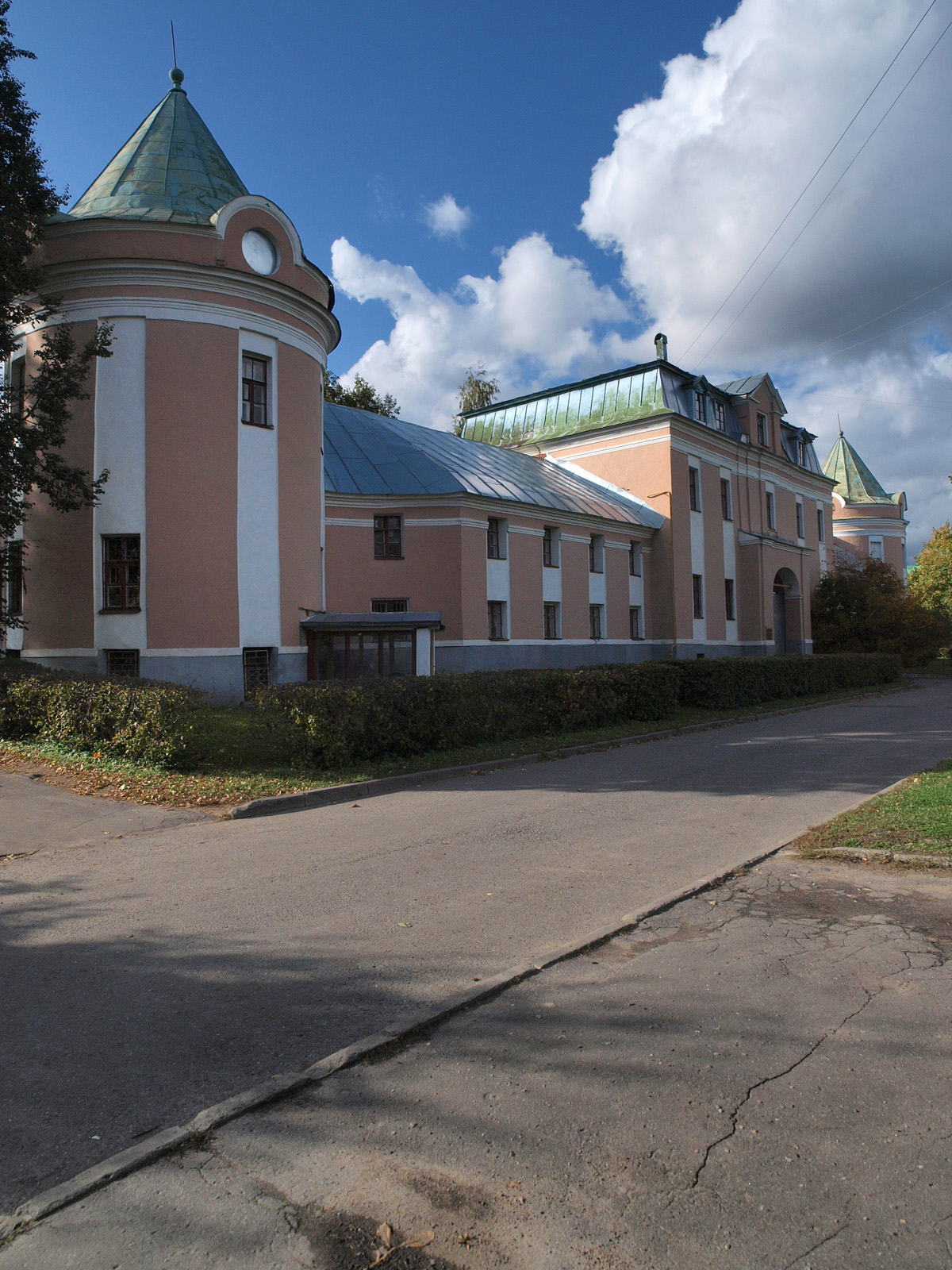
Купола веж перетворені на дахи-шатро
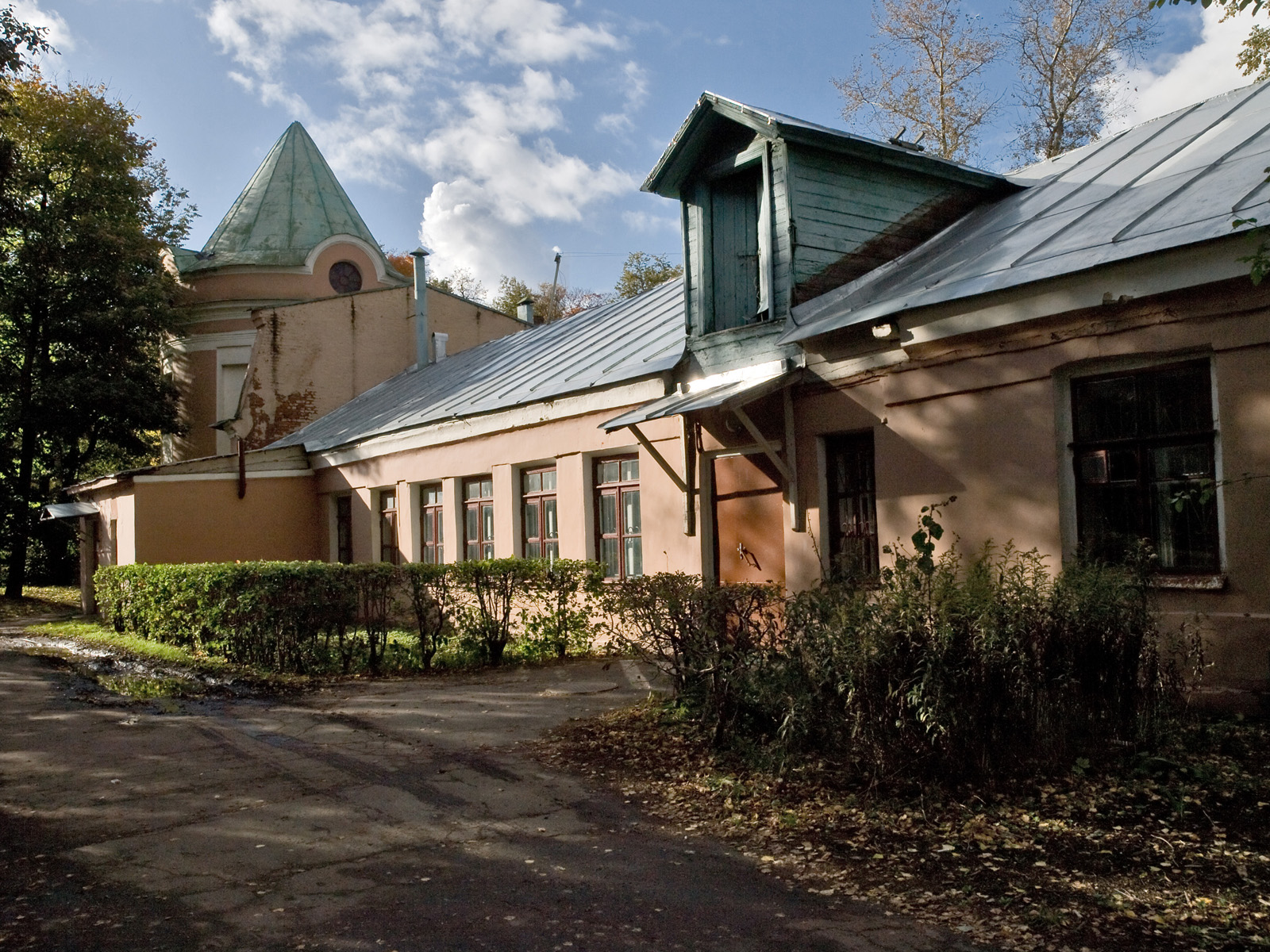
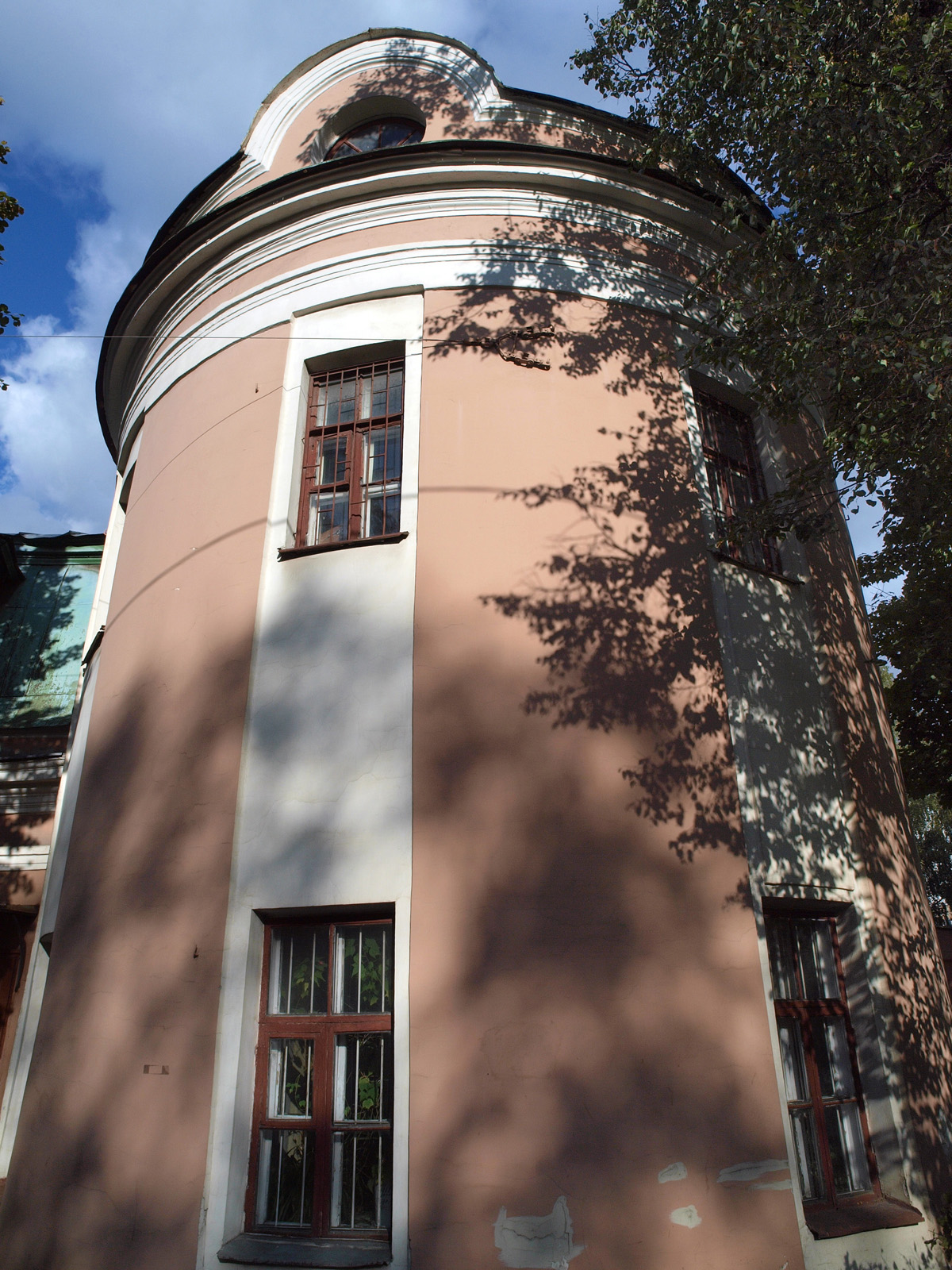
Кутова вежа.

## Петербурзький період

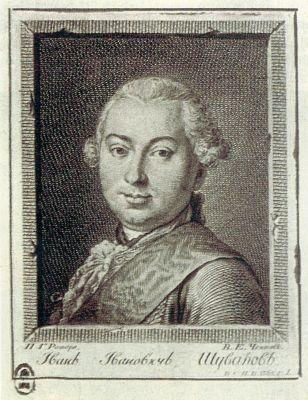
Гравер Чємєсов. Портрет Шувалова І.і.

Добру кар'єру архітектора зробить і Олександр Кокорінов, якого переведуть на працю у Петербург. Сприяв цьому Шувалов Іван Іванович, довірена особа імператриці, освічений і патріотично налаштований вельможа. Він діяльно і активно підтримував російські таланти, не дуже цураючись незнатного їх походження. Серед підтриманих Шуваловим були — Ломоносов Михайло Васильович, науковець
- Чевакинський Савва Іванович, архітектор.

Останньому і доручив він будівництво власного палацу в Петербурзі, обійшовши замовою і грошима надвірного архітектора Вартоломея Растреллі. Впливового і наближеного до Єлизавети Петрівни вельможу полонили яскраві здібності росіянина Кокорінова, якого переведуть на працю з Москви у нову столицю.

## Палац для Демідова
Серед перших значних завдань Кокорінова в Петербурзі — будинок (палац) для Г. А. Демідова. Багаті заводчики швидко робилися дворянами, не пориваючи ні з промисловістю на користь війни (імперія постійно воювала), ні з примхами «барства дикого» і бажанням перетворити зиму на спекотне літо. Утиски робітників і селян на землях Демідових були такими значними, що ті відсилали ходоків у Петербург за захистом. Розчарування у порожніх клопотах по захисту від утисків Демідових було таким значним, що черговий ходатай повісився в приміщенні одного з департаментів. В імперії завжди відчувалися відсутність «…внутренней хорошей администрации, правильного ограждения собственных и личных прав, строгого и скорого исполнения правосудия как в общественных сделках, так и в нарушении личной безопасности; капиталов, путей сообщения и нравственности жителей».
Дослідник архітектури про палац Демідова в Петербурзі пише (російською): «Следует отметить важную особенность дворца Демидова — чугунную наружную террасу и чугунные лестницы, дугообразными расходящимися маршами соединявшие дворец с садом. Это как бы символизировало источник богатста семьи известных промышленников… Использование чугуна в во дворце Демидова как конструктивного материала является однрим из первыхв России примеров проникновения чугуна в строительную практику». (Палац XVIII століття був надзвичайно перебудований в XIX ст.і практично зник).

## Палац для Розумовського

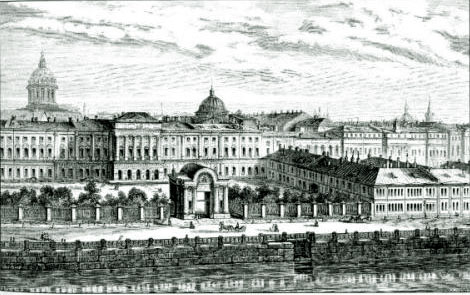
Петербург, палац Кирила Розумовського на річці Мойка.

Чотири роки (1762–1766) віддав Кокорінов і будівництву палацу для Кирили Григоровича Розумовського, тодішнього президента Петербурзької Академії наук. Він розташований в аристократичному районі столиці по берегам річки Мойка. Від річки палац відокремлювали металева огорожа і широкий парадний двір — курдонер. Триповерховий палац височив над курдонером і двоповерховими флігелями. Розпланування земельної ділянки було симетричне і за єдиною віссю, як у звичних ще ансамблях доби бароко. Але фасади величного палацу з розкішними інтер'єрами вже досить стримані. Центр споруди підкреслював портик з шести колон коринфського ордеру, а вікна та аттик будівлі несли лише ліплені гірлянди. Вельможний Розумовський зовсім не відмовився від розкоші (зали палацу декорував у модному стилі французький архітектор Валлєн Деламот, що працював для імператриці Катерини II в Зимовому палаці). Розкішним залишався і сад бароко за палацом — з партерами, вистриженими деревами і кущами та мармуровою скульптурою італійських майстрів.
Палац зберігся і за часів СРСР перетворений на головний корпус Педагогічного інституту імені Герцена. Палац втратив розкішні інтер'єри, а сад — барокове геометричне розпланування і став пейзажним. Після відновлення капіталізму радянський інститут реорганізовано на Російській державний педагогічний університет імені Герцена.

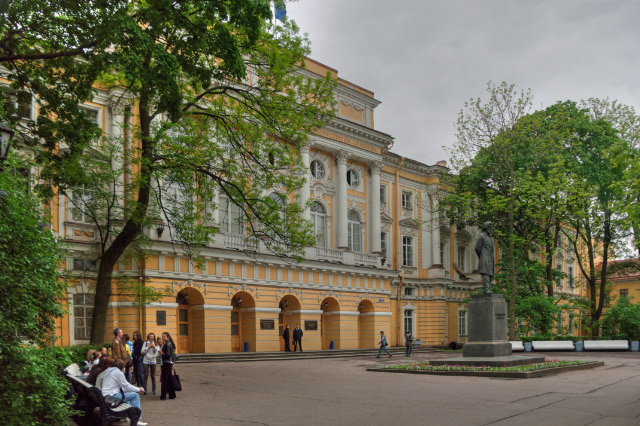
Курдонер палацу К. Розумовського. Двір сучасного університету.2010 рік
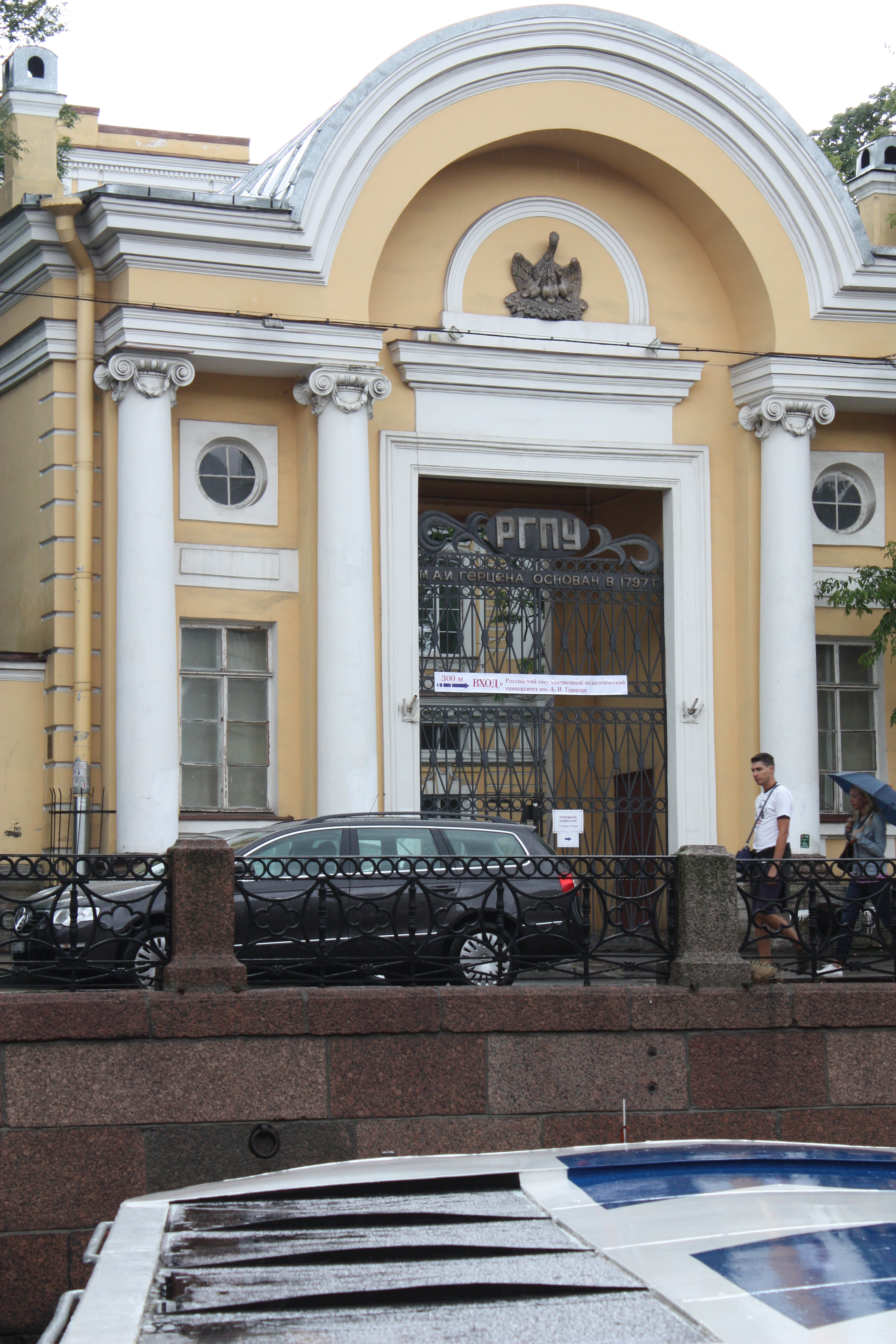
Парадна брама колишнього палацу
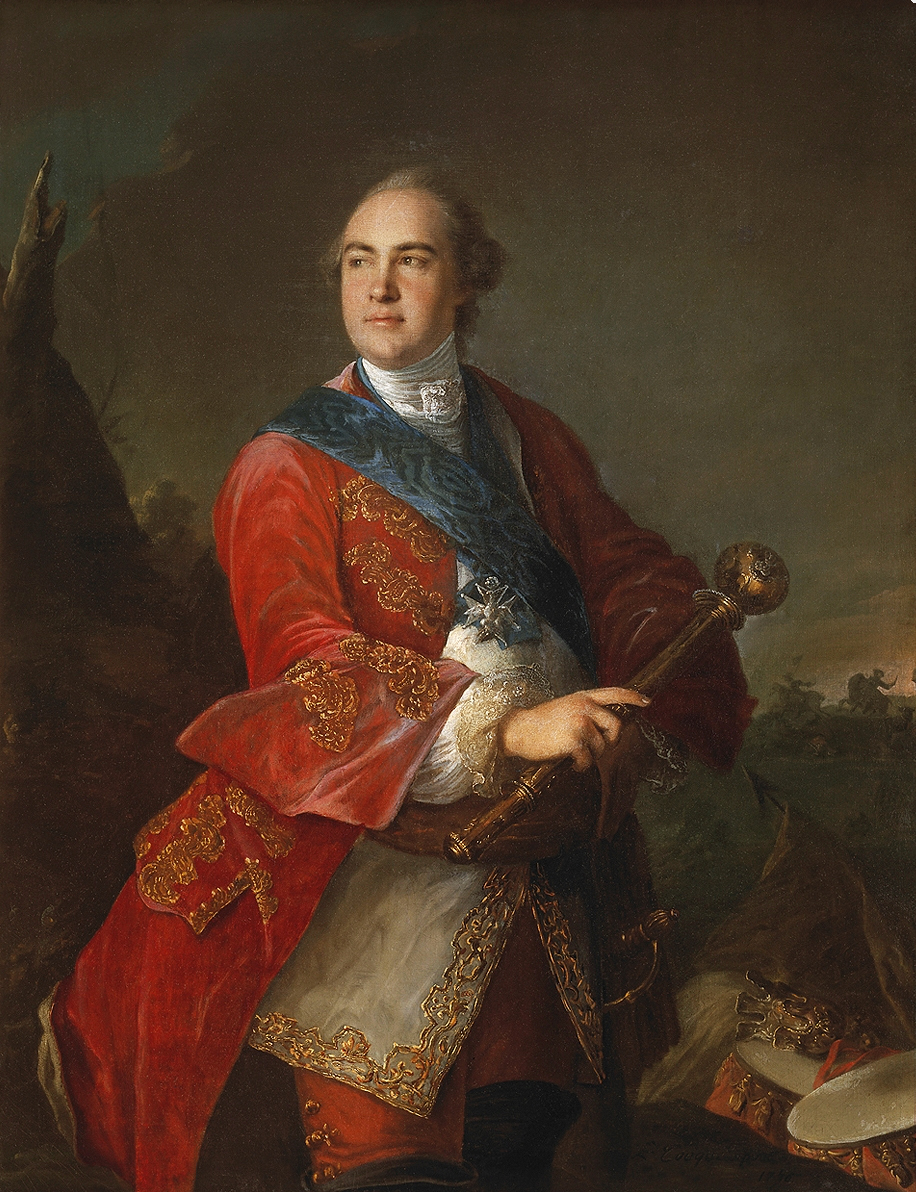
Худ. Луї Токке. Портрет К.Г. Розумовського. Третьяковська галерея

## Будівля Академії мистецтв

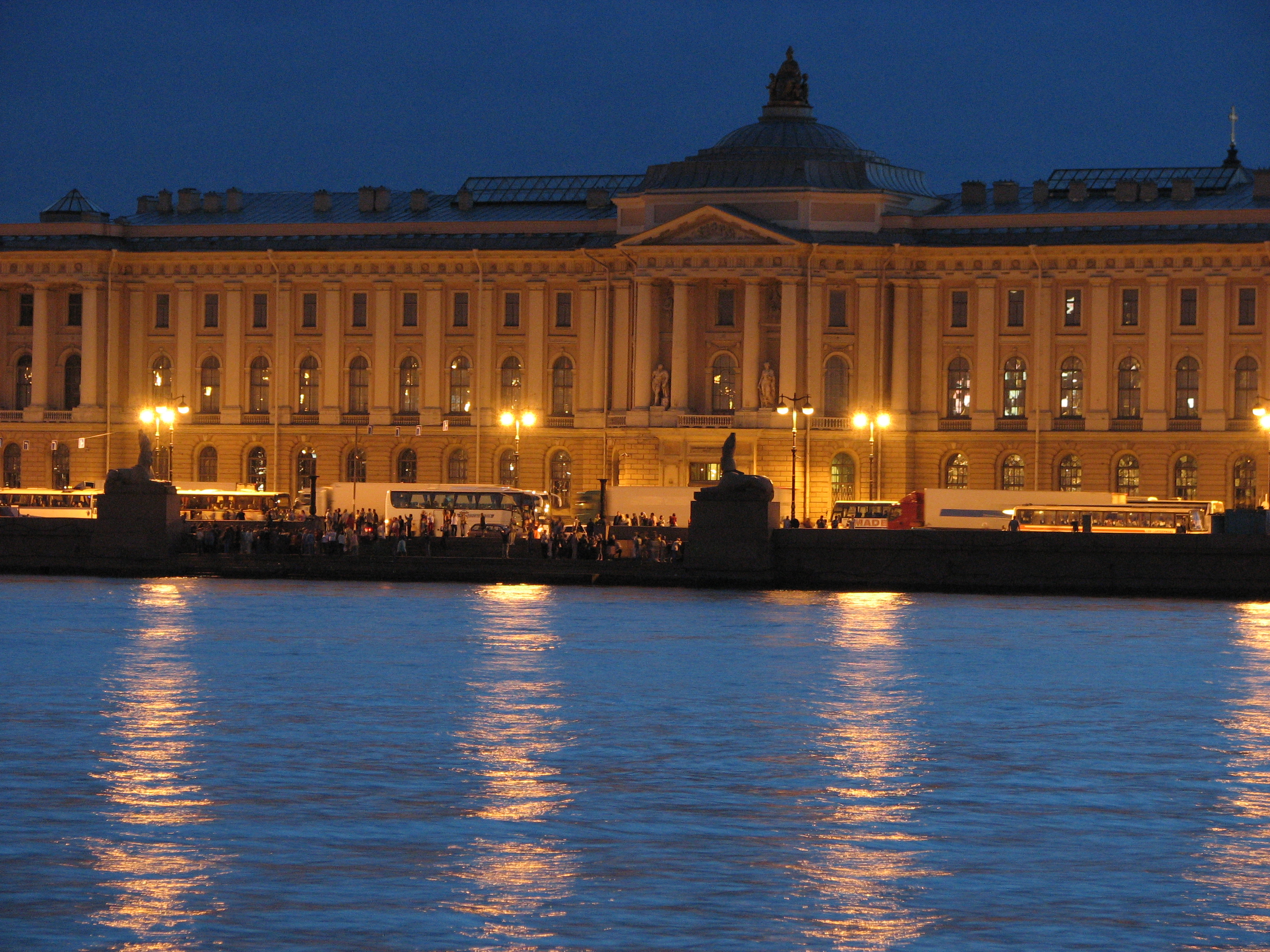
Петербурзька Академія мистецтв

Історія з проектуванням будівлі Петербурзької Академіі мистецтв дещо заплутана через не всі збережені документи, їх розсіяність по Європі і відступи від попередніх проектів. Маємо точність лише в етапах будівництва.
Ідея створення Академії мистецтв довго блукала світлими головами російських і неросійських діячів в Петербурзі. Її планували заснувати ще за царя Петра І, але не встигли. Ідеєю створення Академії мистецтв довго опікувався німець на російській службі Якоб Штелін. Але заважало незнатне походження. І навіть наближеність до імператорського двору зрушити справу не дозволили. Обмежувались лише то класами при Академії наук, то Архітектурною школою у Москві.
Ідея почала реалізовуватися, коли до справи підключився впливовий фаворит Єлизавети Петрівни — Іван Іванович Шувалов. Вельможа, прихильник французької культури, замовив проект Академії мистецтв французькому архітекторові на ім'я Жак-Франсуа Блондель(1705–1774). Замову оплатили, а присланий проєкт Блонделя — Шувалов зажадав реалізувати у Москві. Імператриця наполягала, щоб Академію побудували у Петербурзі. Шувалов поступився імператриці. До втілення проекту залучили талановитого Кокорінова, бо Блондель в столицю не приїздив. Присланий проект доробив ще один француз в Петербурзі — Валлєн Деламот. Але хитрий француз усяко відхилявся від реального будівництва, перекладаючи відповідальність на архітектора-будівельника. Знайдені підписи саме Валлєн Деламота(але тільки на проектах головного фасаду, вестибюля та Актового залу), а не Кокорінова. Але без сумнівів, що той брав участь в розплануванні велетенської споруди, готував проекти в час самого будівництва і сам будував заклад роками. Кокоріновську участь в будівництві перервала лише смерть у 1772 році. Валлєн Деламот покинув Петербург, а споруду доводив до закінчення архітектор Юрій Фельтен вже за готовими кресленнями.
Саме з кресленнями будівлі Петербурзької Академіі мистецтв зобразив архітектора Кокорінова і художник Левицький Дмитро Григорович, підкресливши його важливу роль в створенні велетенської споруди. Хоча як і усяка велетенська споруда вона — колективний твір декількох авторів різного обдарування і різної долі…

## Вибрані твори
- участь в ремонті і зміцненні оборонних мурів і веж Кремля, Китай-города тощо.
- будівлі і циркумференції, садиба Петровське-Розумовське, Москва
- Будинок (палац) Г. А. Демідова на набережній Мойки, Петербург (перебудовано всередині)
- Парковий павільйон для Оранієнбауму (проєкт)
- Будинок (палац) Л. Г. Розумовського, президента Академії мистецтв, на набережній Мойки, збережено, перебудовано
- Споруда Петербурзької Академії мистецтв (разом з арх. Валлєн Деламотом)